# Dennis Muren
Dennis Muren (ur. 1 listopada 1946) – amerykański konsultant do spraw efektów specjalnych.

## Nagrody
Został ośmiokrotnie uhonorowany Oscarem, a także posiada swoją gwiazdę na Hollywoodzkiej Alei Gwiazd.